# Кашин, Владимир Леонидович
Владимир Леонидович Кашин (30 марта 1917, Кобеляки, Полтавская губерния, Российская империя — 17 апреля 1992, Ганновер, Германия) — украинский советский детективный писатель.

## Биография
Родился 30 марта 1917 в г. Кобеляки Полтавской губернии в семье фотографа.
В 1941 году окончил Киевский университет и ушёл на войну. Начинал рядовым, последнее на фронте звание — техник-лейтенант. Капитан в отставке.
С 1945 г. член КПСС.
Член союза писателей СССР. Лауреат премии МВД СССР.